# Hilara aartseni
Hilara aartseni är en tvåvingeart som beskrevs av Chvala 1997. Hilara aartseni ingår i släktet Hilara och familjen dansflugor. Arten har ej påträffats i Sverige. Inga underarter finns listade i Catalogue of Life.